# Karol Józef Krótki
Karol Józef Krótki (ur. 15 maja 1922 w Cieszynie, zm. 6 czerwca 2007 w Edmonton) – podporucznik pilot Polskich Sił Powietrznych na Zachodzie, lotnik RAF, profesor Uniwersytetu Alberty (Kanada).

## Życiorys
Urodził się w Cieszynie, a do szkoły powszechnej i gimnazjum chodził w Radomsku. W 1939 roku opuścił dom rodzinny i potajemnie przedostał się do Francji, gdzie wstąpił do Polskiej Armii rozpoczynając służbę w formacji piechoty. Po klęsce Francji uczestniczył w latach 1941–1942 w kampanii libijskiej. Przebywał w niewoli niemieckiej i był więziony przez Włochów. Ostatnie lata wojny spędził w Anglii a służbę zakończył w RAF, miał numer służbowy P-2872.
Po wojnie do Polski nie powrócił i w latach 1946–1948 studiował na Uniwersytecie Cambridge. W tym czasie poznał i poślubił (w 1947 roku) Joannę Elżbietę Patkowską. Po otrzymaniu obywatelstwa brytyjskiego rozpoczął pracę w British Civil Service i w latach 1949–1958 pracował w Sudanie m.in. kierując pierwszym ogólnokrajowym spisem ludności. Po powrocie otrzymał doktorat z demografii na Uniwersytecie Princeton (1960). W latach 1960–1964 pracował w Pakistanie jako doradca przy Radzie do spraw demograficznych. Następnie emigrował do Kanady, gdzie rozpoczął pracę w Dominion Bureau of Statistics w Ottawie. W 1968 roku, Karol Krótki otrzymał pozycję profesorską (katedra socjologii, specjalista od demografii) na Uniwersytet Alberty w Edmonton. Od 1983 roku posiadał stałą pozycję jako profesor tego Uniwersytetu, którą utrzymał aż do czasu odejścia na emeryturę w 1991 roku. Później pozostawał związany z uczelnią jako Profesor emeritus. W swojej karierze naukowej był autorem bądź współautorem 12 książek oraz opublikował ok. 100 artykułów. Członek Polskiego Towarzystwa Naukowego na Obczyźnie (od 1963).
Swoje wspomnienia z czasów pobytu w Afryce spisał i za namową Mariana Brandysa próbował wydać w 1961 roku, jednak ówczesna polska cenzura nie dopuściła książki do publikacji. Bogato ilustrowana książka pod tytułem "W kraju białego nosorożca", uzupełniona o rozdziały napisane w późniejszych latach została wydana dopiero w 1995 roku.
Zmarł w 2007 roku w Edmonton i tam został pochowany.